# Dendromus mystacalis
Dendromus mystacalis — вид гризунів родини Nesomyidae. Він зустрічається в Анголі, Демократичній Республіці Конго, Ефіопії, Кенії, Лесото, Малаві, Мозамбіку, Руанді, ПАР, Есватіні, Танзанії, Уганді, Замбії та Зімбабве. Його природні місця проживання — суха і волога савана.